# James Cotton (basket-ball)
Cet article concerne le joueur américain de basket-ball. Pour le chanteur et harmoniciste américain, voir James Cotton.
Pour les articles homonymes, voir Cotton.
James Cotton, né le 14 décembre 1975 à Los Angeles en Californie, est un ancien joueur américain de basket-ball. Il évolue au poste d'arrière. Son frère Schea est également basketteur.